# ویلهلم فیلیپ دانیل شلیچ

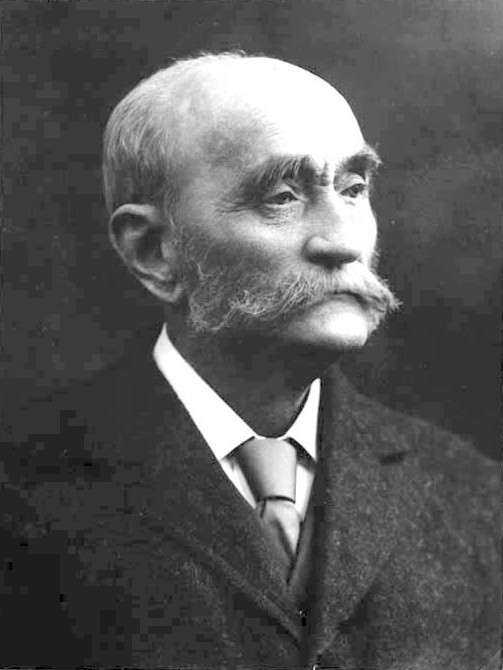
سر ویلیام شلیچ در سال ۱۹۱۰

سر ویلهلم فیلیپ دانیل شلیچ (زاده ۲۸ فوریه ۱۸۴۰ در فلونهایم - درگذشته ۲۸ سپتامبر ۱۹۲۵ در آکسفورد)، و همچنین به نام ویلیام شلیچ نیز مشهور می‌باشد، جنگلبان نمونه آلمانی تبار بود که به شکل گسترده در هند برای حکومت بریتانیا مشغول فعالیت بود. شلیچ به عنوان پروفسور در کوپرز هیل، جنگل داری استعماری را در سرتاسر مستعمره‌های بریتانیا تحت تأثیر قرار داد. فعالیت مهم شلیچ، نویسندگی بود که از سال ۱۸۸۹–۹۶ پنج جلد کتاب راهنمای جنگلداری را رقیمه نمود.

## زندگی‌نامه
شلیچ در دبیرستان دارمشتات تحصیل نمود و بعد از آن در دانشگاه هسین لودویگز مشغول تحصیل شد. او در سال ۱۸۶۰ به عضویت سپاه هاسیا گیسن در می‌آید و بعد از آن در سال ۱۸۶۶ در اداره جنگل هند مشغول فعالیت شد. بعدها شلیچ در ۱۸۷۱ نگهبان و بازرس کل جنگل داری در ۱۸۸۱ با دولت هند بریتانیا می‌شود. بعد از آن شلیچ در سال ۱۸۸۵ استاد جنگل‌داری در دانشکده سلطنتی مهندسی هند در کوپرز هیل می‌شود و بعد از آن سمت، او در سال ۱۹۰۵ به آکسفورد مهاجرت می‌کند. و بعدها در همان سال، استاد تمام جنگل داری در آکسفورد می‌شود.
یکی از نوه‌های شلیچ آهنگساز و موسیقی‌شناس همفری سرل (۱۹۱۵–۱۹۸۲) بود.

## زندگی شخصی
شلیچ در سال ۱۸۷۴ با مری مارگارت اسمیت ازدواج کرد. او فرزند فرهنگ نامه نویس سر ویلیام اسمیت بود. بعدها در سال ۱۸۷۴ املای نام خود را از ویلهلم به ویلیام تغییر داد. و بعد از آن صاحب یک فرزند پسر و یک فرزند دختر بنام گرترود می‌شود و بعد از مدت اندکی پسرش را از دست می‌دهد. شلیچ بعد از مدتی همسر خو را در سال ۱۸۷۸ ازدست می‌دهد، و بعدها او با همسر دیگر بنام آدل امیلی ماتیلد مارسیلی، که عضو یک خانواده آنتورپ که اهل ایتالیا بود آشنا، و بعد از آن با او ازدواج می‌کند. و بعدها شلیچ از آن صاحب یک پسر و سه دختر می‌شود. و بعدها شلیچ در گورستان ولورکوت آکسفورد به خاک سپرده می‌شود. و همفری سرل آهنگساز نوه شلیچ می‌باشد.